# Powiat Matsumae
Powiat Matsumae (jap. 松前郡 Matsumae-gun) – powiat w Japonii, w prefekturze Hokkaido, w podprefekturze Oshima. W 2024 roku liczył 8913 mieszkańców.

## Miejscowości
- Fukushima
- Matsumae